# أبو حبارة
أبو حبارة قرية تابعة لمركز السادات في محافظة المنوفية في جمهورية مصر العربية.